# Pumarín Club de Fútbol
El Pumarín Club de Fútbol es un club de fútbol del barrio de Pumarín en la ciudad de Oviedo, Asturias, España. Actualmente milita en la Segunda Asturfútbol. 

## Historia
El Pumarín fue fundado en Oviedo en 1981. El equipo ha jugado diecinueve temporadas en Tercera División y ha disputado una liguilla de ascenso a Segunda División B (1990-91), así como en el resto de divisiones regionales de la comunidad.  Su mejor clasificación data de la temporada 1990-91, al lograr el cuarto puesto en el grupo asturiano de Tercera División, siendo quinto en las temporadas 1997-98 y 2001-02. Tras varios años en categoría regional, en la temporada 2010-11 el Pumarín consiguió el ascenso y su retorno a Tercera. En la temporada 2011-12 descendió a Regional Preferente y desde entonces no ha conseguido regresar a la Tercera División.
También participó en una ocasión en la Copa del Rey. En concreto en la edición de 1991-92, siendo eliminado en primera ronda por el Club Deportivo Mosconia. El Pumarín tras ser derrotado en la ida en su campo de La Colonia, por un gol a cero, no consiguió remontar en la vuelta en Grado, donde ninguno de los dos equipos conseguiría anotar ningún gol.
El 6 de mayo de 2024 alcanzó un acuerdo con el Club Deportivo Covadonga para convertirse en su filial.

## Estadio
Su terreno de juego es el estadio Luis Oliver, en el Complejo Deportivo de Los Castañales, ubicado en el barrio de El Pontón de Vaqueros. Es de hierba artificial, sus dimensiones son de 100 x 60, tiene un aforo aproximado de 500 espectadores.

## Uniforme
- Uniforme titular: camiseta rojiblanca con dos bandas horizontales, pantalón rojo con ribete blanco y medias blancas.
- Uniforme alternativo: equipación completa en negro, con detalles blancos en la camiseta.

## Trayectoria en competiciones nacionales
- Temporadas en Primera División: 50
- Temporadas en Segunda División: 13
- Temporadas en Primera Federación: 0
- Temporadas en Segunda Federación: 0
- Temporadas en Tercera: 19
- Participaciones en Copa del Rey: 1 (1991-92).